# Vilém Mathesius
Vilém Mathesius (* 3. August 1882 in Pardubice; † 12. April 1945 in Prag) war ein tschechischer Linguist, Historiker und Anglist.

## Leben
Nach der Matura in Kolín studierte Mathesius ab 1901 Slawistik, Germanistik und Romanistik an der Prager deutschen Karl-Ferdinands-Universität und arbeitete zunächst als Gymnasiallehrer.
1909 habilitierte er sich in Anglistik und wurde 1912 zum ersten (außerordentlichen) Professor dieses Fachs an der Prager Karlsuniversität ernannt. Dort erhielt er 1919 den Lehrstuhl für Anglistik, er baute das Anglistische Seminar der Karlsuniversität und dessen Bibliothek auf. In der zweiten Hälfte der 1920er Jahre war Mathesius Teilnehmer an den Treffen der informellen Stammtischgruppe Prager Intellektueller Pátečníci.
Seit Beginn der zwanziger Jahre durch verschiedene Krankheiten gekennzeichnet, erblindete er 1932 völlig und konzentrierte sich danach vor allem auf Vorlesungen im Rundfunk, in denen er das Englische weiteren Kreisen der Bevölkerung bekannt machte. Nach der Schließung der tschechischen Universitäten 1939 zog er sich in sein Elternhaus in Kolín zurück, musste aber nach seiner Ausbombung Anfang 1945 nach Prag zurückkehren, wo er kurz vor Kriegsende starb.
Mathesius war Verfasser zahlreichen Arbeiten zum Englischen, Tschechischen und zur Allgemeinen Sprachwissenschaft. Unter anderem gilt er als Begründer der Theorie der Thema-Rhema-Gliederung und mit seiner Arbeit „Über die Potentialität der Spracherscheinungen“ (O potenciálnosti jevů jazykových) von 1911 als wichtiger Vorläufer des Prager Linguistenkreises, den er dann 1926 mitbegründete.
Sein Cousin war der Dichter, Publizist und Übersetzer Bohumil Mathesius.